# Запольцы (Кировская область)
Запольцы — деревня в Юрьянском районе Кировской области в составе Медянского сельского поселения.

## География
Находится на расстоянии примерно 5 километров на северо-запад по прямой от поселка Мурыгино.

## История
Известна с 1671 года как починок Пимена Брязгина с 1 двором. В 1764 году учтено 19 жителей. В 1873 году отмечено 2 двора и 23 жителя, в 1905 году — 7 дворов и 34 жителя, в 1926 году — 8 дворов и 44 жителя, в 1950 году — 11 дворов и 40 жителей. В 1989 году оставалось 4 постоянных жителя. Ныне имеет дачный характер.

## Население
Постоянное население составляло 1 человек (русские 100 %) в 2002 году, 0 в 2010.